# Prélature territoriale de Santiago Apóstol de Huancané
La prélature territoriale de Santiago Apóstol de Huancané (en latin : Praelatura Territorialis Sancti Iacobi Apostoli de Huancané ; en espagnol : Prelatura territorial de Santiago Apóstol de Huancané) est une prélature territoriale de l'Église catholique du Pérou, suffragante de l'archidiocèse d'Arequipa.

## Territoire
Il comprend  provinces du département de Puno : Moho, Huancané et une partie des provinces de Sandia et San Antonio de Putina. Les autres provinces de ce département sont gérées par le diocèse de Puno et les prélatures territoriales d'Ayaviri et Juli.
Il possède un territoire d'une superficie de 18 881 km2 divisé en 22 paroisses. L'évêché est dans la ville de Huancané où se trouve la cathédrale saint Jacques apôtre.

## Histoire
La prélature territoriale est érigé le 3 avril 2019 par la constitution apostolique Veritatis praecones du pape François en prenant du territoire des prélatures territoriales d'Ayaviri et de Juli.

## Évêques
- Giovanni Cefai, M.S.S.P (3 avril 2019 - )